# Pastinachus atrus
Pastinachus atrus  (лат.) — вид рода Pastinachus из семейства хвостоко́ловых отряда хвостоколообразных надотряда скатов. Эти рыбы встречаются в тропических водах Индийского океана и центрально-западной части Тихого океана. Их грудные плавники срастаются с головой, образуя ромбовидный диск, ширина которого превосходит длину. Рыло слегка вытянутое и заострённое. На довольно длинном хвостовом стебле присутствует  вентральный кожный киль. Окраска дорсальной поверхности диска ровного коричневого или оливкового цвета. 

## Таксономия и филогенез
Впервые новый вид был научно описан в 1883 году.  

## Ареал и места обитания
Pastinachus atrus обитают у берегов Мадагаскара, Западной Австралии, Филиппин, Индонезии, Малайзии и Папуа — Новой Гвинеи.

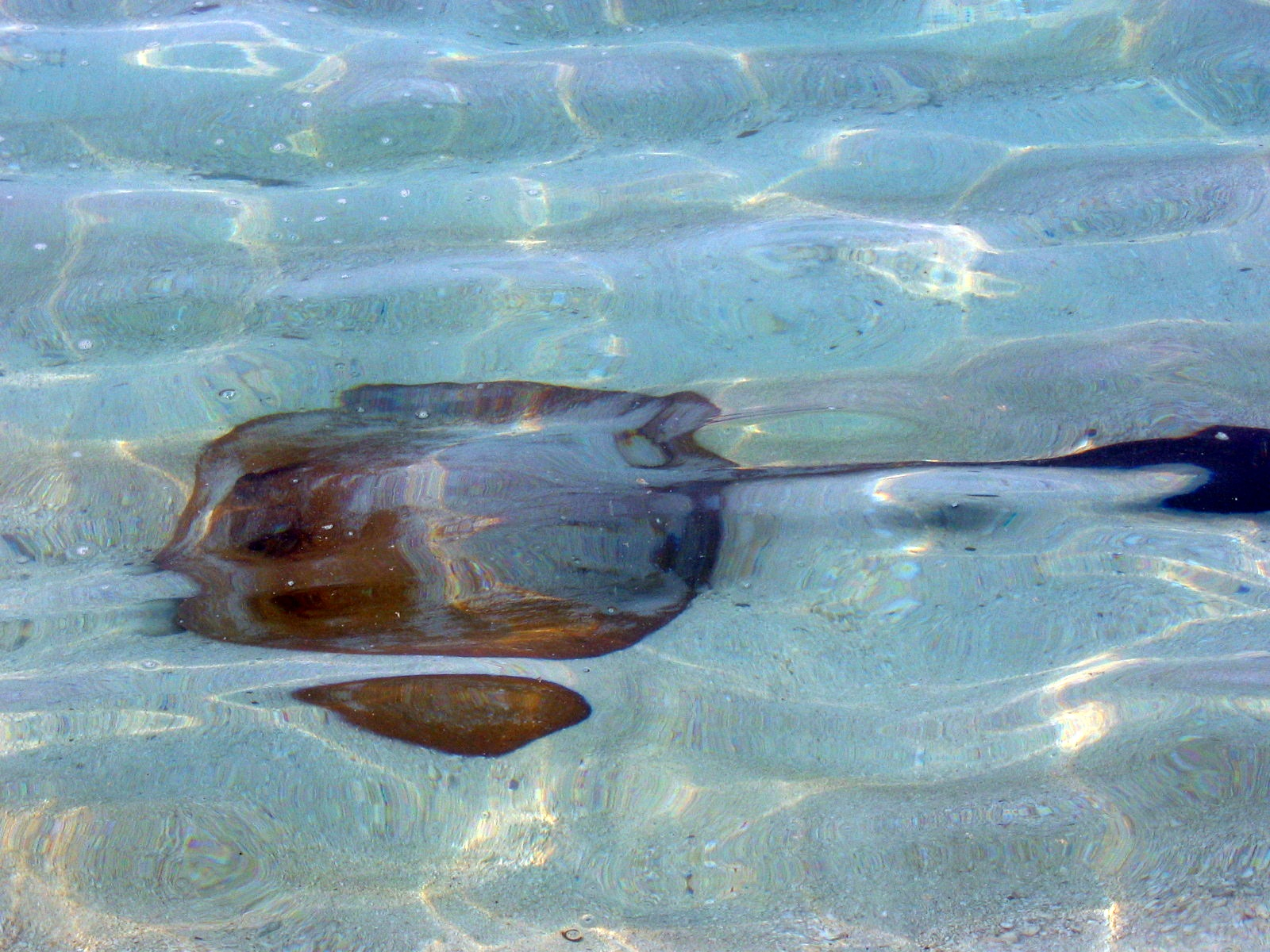
Pastinachus atrus у берегов Австралии.

## Описание
Грудные плавники этих скатов срастаются с головой, образуя ромбовидный диск, ширина которого превышает длину, края плавников («крыльев») закруглены. Позади мелких, слегка выступающих глаз расположены брызгальца. На вентральной поверхности диска имеются 5 пар жаберных щелей, рот и ноздри. Между ноздрями пролегает лоскут кожи с бахромчатым нижним краем. Хвост кнутовидный, утончающийся к кончику. Позади шипов на хвостовом стебле имеется тонкая вентральная кожная складка. Окраска дорсальной поверхности диска ровного коричневого или оливкового цвета. 

## Биология
На Pastinachus atrus паразитируют цестоды Dollfusiella michiae, Oncomegas trimegacanthus и Shirleyrhynchus aetobatidis.

## Охранный статус
Международный союз охраны природы в 2020 году оценил этот вид как уязвимый (в 2016 — как вызывающий наименьшие опасения).